# Vérsüvöltő
A vérsüvöltő (Carpodacus sipahi) a madarak osztályának verébalakúak (Passeriformes) rendjébe és a pintyfélék (Fringillidae) családjába tartozó faj.

## Rendszerezése
A fajt Brian Houghton Hodgson angol ornitológus írta le 1845-ben, a Corythus nembe Corythus sipahi néven. Besorolása vitatott, egyes szervezetek Haematospiza nembe sorolják egyetlen fajként, Haematospiza sipahi néven.

## Előfordulása
Dél- és Délkelet-Ázsiában, Bhután, Kína, India, Laosz, Mianmar, Nepál, Thaiföld és Vietnám területén honos.
Természetes élőhelyei a mérsékelt övi erdők és cserjések. Magassági vonuló.

## Megjelenése
Testhossza 19 centiméter, testtömege 38–42 gramm.

## Természetvédelmi helyzete
Az elterjedési területe nagyon nagy, egyedszáma pedig stabil. A Természetvédelmi Világszövetség Vörös listáján nem fenyegetett fajként szerepel.